# Дымцевка
Дымцевка (Луневка) — река в России, протекает по Марёвскому району Новгородской области. Устье реки находится между деревнями Старое Маслово и Новое Маслово. В этом месте Дымцевка (справа) сливается с Ожеедкой (слева) и даёт начало Ладомирке. Длина реки составляет 18 км.
В 10 км от устья, по левому берегу реки впадает река Линенка.
На реке находятся деревни Молвотицкого сельского поселения: Бель-1, Бель-2, Старое Маслово, Новое Маслово и нежилая деревня Лунево.

## Данные водного реестра
По данным государственного водного реестра России относится к Балтийскому бассейновому округу, водохозяйственный участок реки — Ловать и Пола, речной подбассейн реки — Волхов. Относится к речному бассейну реки Нева (включая бассейны рек Онежского и Ладожского озера).
Код объекта в государственном водном реестре — 01040200312102000022011.